# Gatehead
Gatehead ist eine Ortschaft in der schottischen Council Area East Ayrshire. Sie liegt etwa 35 km südsüdwestlich von Glasgow am Ufer des Irvine, der an dieser Stelle die Grenze zwischen East und South Ayrshire bildet, unweit der Grenze zu North Ayrshire.
Früher wurde in Gatehead Kohle abgebaut. 1812 wurde die Whiskybrennerei Old Rome nahe Gatehead gegründet. Sie lag südlich des Irvine, also auf dem heutigen Gebiet von South Ayrshire. Zur damaligen Zeit bestand jedoch nur eine gemeinschaftliche Grafschaft Ayrshire. Die Brennerei befand sich häufig in finanziellen Schwierigkeiten und wurde schließlich spätestens im Jahre 1851 aufgegeben.
Der Bahnhof von Gatehead wurde 1812 eröffnet und war ein Halt an der Kilmarnock and Troon Railway. Im Jahre 1969 wurde er geschlossen.